# أحمد العونان
أحمد العونان (29 يناير 1972 -)، ممثل  إماراتي يعيش في الكويت ويعد من أبرز ممثلي الكوميديا في الخليج.

## عن حياته

أحمد العونان علي بوست فلم اطلع من مزاجي بمشاركة خالد العجيرب

بدأ حياته الفنية بعام 1991 من خلال دور صغير في مسرحية «أم الهزائم» وبعدها شارك بالعديد الأدوار الصغيرة في التلفزيون والمسرح. كانت بداية انطلاقته خلال المسلسلات التلفزيونية بشخصية «سلمان» في المسلسل التراجيدي عديل الروح عام 2005 حيث قدم شخصية الرجل الذي لا يفارقه الخمر وعلى الرغم أن دور درامي بحت إلا أنه استطاع إضافة الجانب الكوميدي فيه بطريقته الخاصة، ومن ذلك الدور عرفه الجمهور وبدأ بأخذ الأدوار البطولية، ولكن بالأدوار الكوميدية. قدم في المسرح إلى جانب الفنان حسن البلام عدد من المسرحيات الذي ساهمت بنجاحه مسرحيًا حتى انفرد في مسرحه الخاصة الذي يشارك به كمنتج وممثل، كما قام بتقديم برامج تلفزيونية عدة على عدد من القنوات.

## الجنسية الإماراتية
- في 30 سبتمبر 2023 منح الفنان أحمد العونان الجنسية الإماراتية.[1]

## أعماله

### من المسلسلات
- زواج إلا ربع 2022
- الملقوفة.
- الناس أجناس.
- مسرحيات 2000 - برنامج.
- محطات - سهرة تلفزيونية.
- من ملفات المحاكم.
- عديل الروح.
- صادوة - الجزء الثالث. تقديم البرنامج
- ريموت كنترول.
- الاختيار الصعب.
- زارع المشموم.
- الإمبراطورة.
- Take 2 - برنامج.
- تاكسي تحت الطلب.
- لعبة الأيام.
- دندرمة.
- عقاب - الجزء الثاني.
- جاري يا حمودة.
- عماكور.
- سوق واجف.
- عيني عينك.
- العقيد شمة.
- موزة ولوزة.
- الاعتذار.
- باقيا الأمس.
- الشمس تشرق مرتين.
- وعد لزام.
- فص كلاص.
- البلشتي.
- حيتان وذئاب.
- إلعب غيرها.
- صعب المنال.
- الرهينة.
- 2 في الإسعاف.
- كل يوم سالفة.
- بي بي - برنامج.
- سعيد الحظ.
- رجل وسط الحريم.
- امرأة تبحث عن المغفرة.
- أبو الملايين.
- العافور.
- طربان.
- لمحات.
- آخر اثنين.
- بنات الروضة.
- حارش ووارش.
- على ذمة التحقيق.
- سنابات.
- دكان بونواف.
- خيوط حرير
- رحى الأيام
- كسرة ظهر
- شارع 13.

### من المسرحيات
- أبو مساعد في مهب البيت
- يا أنا يا البنات.
- طرازن.
- الناس أجناس.
- اللي يدري يدري.
- عالباب يا شباب.
- ما يصح إلا الصحيح.
- شهر عسل بصل.
- المرقاب وصل.
- مسرحية الياخور.
- الكابوس.
- بين الخيانة والحب.
- الياخور.
- شارع السلام (عمانية)
- الطار مقلوب.
- كشتة.
- مر يا حلو.
- عطالي بطالي.
- مبروك ماياكم.
- الحكم لكم.
- العظماء السبعة.
- خبز خبزتيه
- ليلة زفته

### من الأفلام
- 2004 - منتصف الليل.
- 2014 - أليسا خطفها جميل.
- 2015 - التجارة شطارة.
- 2016 - بوقة فقارة.
- 2017 - سفرة 5 نجوم.
- 2017 - الجولة الأخيرة.
- 2018 - بو عيون.
- 2019 - اطلع من مزاجي.
- 2019 - مارد المرقاب.
- 2021 - الكيلو 300
- 2021-غيبوبة

## الجوائز
- 2012:  الكويت - جائزة أفضل ممثل كوميدي من مهرجان «المميزون في رمضان».[5]